# Tore, Skottland
Tore är en by i Highland i Skottland. Byn är belägen 8 km 
från Muir of Ord. Orten har 288 invånare (2011).